# Deutsche Leichtathletik-Meisterschaften 1960
Die 60. Deutschen Leichtathletik-Meisterschaften wurden vom 22. bis 24. Juli 1960 im Olympiastadion Berlin ausgetragen.

## Ausgelagerte Disziplinen
Wie in den Jahren zuvor wurden weitere Meisterschafts-Titel an verschiedenen anderen Orten vergeben:
- Waldläufe (Männer und Frauen) – Dülmen, 17. April mit Einzel- / Mannschaftswertungen auf jeweils einer Streckenlänge
- 10.000-Meter-Lauf (Männer) sowie
Mehrkämpfe (Frauen: Fünfkampf) / (Männer: Fünf- und Zehnkampf) – Hamm, 24./25. September mit Einzel- und Mannschaftswertungen
- Marathonlauf (Männer)[2][3] sowie
50-km-Gehen (Männer) – Celle, 2. Oktober mit Einzel- und Mannschaftswertung

## Sportliche Leistungen
Sechs Wochen vor den Olympischen Spielen in Rom und zwei Wochen vor den Ausscheidungswettkämpfen zur gesamtdeutschen Mannschaft siegte Manfred Steinbach im Weitsprung mit 8,14 m und übertraf damit den 25 Jahre alten Weltrekord von Jesse Owens um einen Zentimeter. Steinbachs Weite konnte allerdings wegen des zu starken Rückenwinds von 3,2 m/s nicht anerkannt werden. Mit seiner regulären Weite von 7,93 m übertraf Steinbach aber um drei Zentimeter den seit 1937 gültigen von Luz Long gehaltenen deutschen Rekord.

### Rekorde
Es wurde ein deutscher Rekord (DR) verbessert und ein weiterer egalisiert.
- 400-Meter-Hürdenlauf: 50,6 s – Helmut Janz (VfL Gladbeck), Egalisierung seines eigenen deutschen Rekords
- Weitsprung: 7,93 m – Manfred Steinbach (VfL Wolfsburg), Rekordverbesserung

Über 80 m Hürden der Frauen gab es bei den von Zenta Kopp (TSV 1860 München) erzielten 10,6 s, die ebenfalls Einstellung ihres eigenen deutschen Rekords bedeutet hätten, keine Windmessung, sodass diese Leistung nicht offiziell gewertet werden konnte.

## Medaillengewinner Männer
Die folgenden Übersichten fassen die Medaillengewinner und -gewinnerinnen zusammen. Eine ausführlichere Übersicht mit den jeweils ersten sechs in den einzelnen Disziplinen findet sich unter dem Link Deutsche Leichtathletik-Meisterschaften 1960/Resultate.
| Disziplin                                   | Gold                                                                   | Leistung             | Silber                                                                      | Leistung              | Bronze                                                                           | Leistung              |
| ------------------------------------------- | ---------------------------------------------------------------------- | -------------------- | --------------------------------------------------------------------------- | --------------------- | -------------------------------------------------------------------------------- | --------------------- |
| 100 m                                       | Armin Hary (FSV Frankfurt)                                             | 10,2 s0000           | Bernd Cullmann (ASV Köln)                                                   | 10,5 s0               | Walter Mahlendorf (Hannover 96)                                                  | 10,5 s0               |
| 200 m                                       | Armin Hary (FSV Frankfurt)                                             | 20,9 s0000           | Manfred Germar (ASV Köln)                                                   | 21,2 s0               | Marcel Wendelin (TG Hanau)                                                       | 21,4 s0               |
| 400 m                                       | Carl Kaufmann (Karlsruher SC)                                          | 45,5 s0000           | Manfred Kinder (OSV Hörde)                                                  | 45,8 s0               | Johannes Kaiser (ASV Köln)                                                       | 46,4 s0               |
| 800 m                                       | Paul Schmidt (FSV Frankfurt)                                           | 1:49,9 min0          | Jörg Balke (Polizei SV Berlin)                                              | 1:50,2 min            | Hans Klinkenberg (TuS Duisburg 48/99)                                            | 1:50,8 min            |
| 1500 m                                      | Adolf Schwarte (Rot-Weiß Oberhausen)                                   | 3:46,1 min0          | Hans-Joachim Blatt (Hamburger SV)                                           | 3:46,4 min            | Harald Mengler (TuS Eintracht Minden)                                            | 3:47,0 min            |
| 5000 m                                      | Alfred Kleefeldt (TSV Wendlingen)                                      | 14:09,8 min0         | Horst Flosbach (Solinger LC)                                                | 14:10,8 min           | Ludwig Müller (FSV Frankfurt)                                                    | 14:16,4 min           |
| 10.000 m                                    | Roland Watschke (VfL Wolfsburg)                                        | 30:09,6 min0         | Karl-Heinz Paetow (Hamburger SV)                                            | 30:11,0 min           | Wolfgang Fricke (Polizei-SV Hannover)                                            | 30:25,2 min           |
| Marathon                                    | Jürgen Wedeking (VfL Wolfsburg)                                        | 2:29:16 h0000        | Heinrich Arians (TSR Olympia Wilhelmshaven)                                 | 2:29:19 h000          | Lothar Reinshagen (VfL Eintracht Hagen)                                          | 2:31:08 h000          |
| Marathon, Mannschaftswertung                | TSR Olympia WilhelmshavenHeinrich Arians Wilhelm Gänßler Hans Gerdes   | 7:40:05 h0000        | TUSEM EssenWerner Zylka August Blumensaat Fritz Schöning                    | 7:50:31 h000          | BTSV 1850 BerlinFranz Marowski Dieter Unruh Herbert Rother                       | 8:19:45 h000          |
| 110 m Hürden                                | Martin Lauer (ASV Köln)                                                | 13,8 s0000           | Karl-Ernst Schottes (DSD Düsseldorf)                                        | 14,4 s00              | Klaus Gerbig (TG Rüsselsheim)                                                    | 14,5 s00              |
| 200 m Hürden                                | Martin Lauer (ASV Köln)                                                | 23,4 s0000           | Hinrich John (TSV Bad Wörishofen)                                           | 23,9 s00              | Klaus Kaiser (Solinger LC)                                                       | 24,3 s00              |
| 400 m Hürden                                | Helmut Janz (VfL Gladbeck)                                             | 50,6 s DRe           | Willi Matthias (DTSG 1874 Hannover)                                         | 51,4 s00              | Wolfgang Fischer (MTV Ludwigsburg)                                               | 51,8 s00              |
| 3000 m Hindernis                            | Heinz Laufer (SpVgg. Feuerbach)                                        | 8:51,8 min0          | Wilhelm-Rüdiger Böhme (Hamburger SV)                                        | 8:52,2 min            | Jürgen Rüdiger (USC Freiburg)                                                    | 9:02,6 min            |
| 4 × 100 m Staffel                           | ASV KölnBernd Cullmann Martin Lauer Jürgen Schüttler Manfred Germar    | 40,6 s0000           | Hannover 96Hinrick Helmke Fredy Kalina Walter Mahlendorf Wolfgang Steinhoff | 41,0 s00              | TSV 1860 MünchenEduard Feneberg Michael Gernandt Martin Reichert Hans Oesterlein | 41,7 s00              |
| 4 × 400 m Staffel                           | OSV HördeEngelbert Basse Udo Waldheim Manfred Poerschke Manfred Kinder | 3:09,6 min0          | ASV KölnKlaus Dummer Peter Hoppe Burkhart Quantz Johannes Kaiser            | 3:10,1 min            | VfL WolfsburgHorst Huber B. Meier Horst Grone Dieter Heydecke                    | 3:11,2 min            |
| 3 × 1000 m Staffel                          | Polizei SV BerlinGerhard Weinmann Klaus Lehmann Jörg Balke             | 7:16,6 min0          | Berliner SCJörg Lawrenz Herbert Stichnote Olaf Lawrenz                      | 7:18,0 min            | TSV Bayer 04 LeverkusenDieter Roos Karl-Heinz Czock Hans Berghahn                | 7:18,8 min            |
| 20-km-Gehen                                 | Claus Biethan (SV Friedrichsgabe)                                      | 1:35:03,6 h000       | Werner Schmitz (Meidericher SV)                                             | 1:35:51,0 h00         | Jürgen Krämer (Hypoclub München)                                                 | 1:37:21,0 h00         |
| 20-km-Gehen, Mannschaftswertung             | Grün-Weiß EssenAlfred Fattmann Wolfgang Döring Klaus Ingenhaag         | 5:02:25,2 h000       | Eintracht BraunschweigHorst Thomanske Heinz Mayr Walter Stoltz              | 5:04:09,2 h00         | Meidericher SVWerner Schmitz Herbert Staubach Manfred Zwickler                   | 5:04:13,0 h00         |
| 50 km Gehen                                 | Claus Biethan (SV Friedrichsgabe)                                      | 4:46:58 h0000        | Claus Bartels (Eintracht Frankfurt)                                         | 4:50:57 h000          | Heinz Mayr (Eintracht Braunschweig)                                              | 4:51:05 h000          |
| 50 km Gehen, Mannschaftswertung             | SV FriedrichsgabeClaus Biethan Gerd Nickel Harald Michelsen            | 15:08:00 h0000       | Eintracht BraunschweigHeinz Mayr Walter Stoltz Lothar Wrase                 | 15:13:13 h000         | Grün-Weiß EssenWolfgang Döring Willi Schneidereit Kunibert Mandel                | 15:25:22 h000         |
| Hochsprung                                  | Theo Püll (VfL Wolfsburg)                                              | 2,05 m               | Peter Riebensahm (ATSV Bremerhaven)                                         | 2,02 m                | Herbert Hopf (TG Würzburg)                                                       | 1,93 m                |
| Stabhochsprung                              | Klaus Lehnertz (Solinger LC)                                           | 4,30 m               | Helmut Schmidt (TuS Opladen)                                                | 4,20 m                | Rainer Schmelz (Rot-Weiß Oberhausen)                                             | 4,20 m                |
| Weitsprung                                  | Manfred Steinbach (VfL Wolfsburg)                                      | 8,14 m w             | Manfred Molzberger (ASV Köln)                                               | 7,76 m                | Gerhard Deyerling (TSG Haßloch)                                                  | 7,69 m                |
| Dreisprung                                  | Heinz Schott (TV Kempten)                                              | 15,57 m              | Jörg Wischmeier (Rheydter TV 1847)                                          | 15,51 m               | Norbert Weiser (Turnerschaft Kronach)                                            | 15,14 m               |
| Kugelstoßen                                 | Dietrich Urbach (TSV 1860 München)                                     | 17,39 m              | Hermann Lingnau (FSV Frankfurt)                                             | 17,20 m               | Karl-Heinz Wegmann (Dortmunder SC 1895)                                          | 16,60 m               |
| Diskuswurf                                  | Dieter Möhring (VfL Wolfsburg)                                         | 48,34 m              | Bernd Mensmann (TSG Dülmen)                                                 | 48,26 m               | Josef Klik (TuS Fritzlar)                                                        | 48,03 m               |
| Hammerwurf                                  | Siegfried Lorenz (OSV Hörde)                                           | 59,65 m              | Hans Fahsl (Schwarz-Weiß Westende Hamborn)                                  | 58,86 m               | Willi Glotzbach (Fuldaer Turnerschaft 48)                                        | 58,00 m               |
| Speerwurf                                   | Hermann Salomon (Hamburger SV)                                         | 77,54 m              | Hermann Rieder (TSV 1860 München)                                           | 75,73 m               | Rolf Herings (TSV Bayer 04 Leverkusen)                                           | 75,37 m               |
| Fünfkampf, 1952er W. 2. Zeile: 1985er Wert. | Hermann Salomon (Hamburger SV)                                         | 3384 P (3653 P)      | Herbert Stichnote (Berliner SC)                                             | 3080 P (3361 P)       | Klaus Förste (ASV Köln)                                                          | 3062 P (3450 P)       |
| Fünfkampf, Mannschaftswertung               | Hamburger SVHermann Salomon Manfred Bock Horst Stelzner                | 9666 P               | Berliner SCHerbert Stichnote Olaf Lawrenz Jörg Lawrenz                      | 8676 P                | TV 1847 WetzlarJosef Freund Detlef Manche Rolf Reebs                             | 8507 P                |
| Zehnkampf, 1952er W. 2. Zeile: 1985er Wert. | Peter Gerber (TK Hannover)                                             | 6433 P (6694 P)      | Klaus Nüske (ASV Berlin)                                                    | 6251 P (6498 P)       | Wolfgang Heise (LC Nordhorn)                                                     | 6008 P (6381 P)       |
| Zehnkampf, Mannschaftswertung               | ASV BerlinKlaus Nüske Karl-Heinz Drygalsky Manfred Wedde               | 17.248 P             | ASV KölnJoachim Lange Peter Hoppe Petersen                                  | 16.609 P              | LC NordhornWolfgang Heise Busche Peter Merziger                                  | 16.592 P              |
| Waldlauf – 7175 m                           | Ludwig Müller (FSV Frankfurt)                                          | 20:41,0 min          | Horst Flosbach (Solinger LC)                                                | 20:47,8 min           | Günter Nordhausen (TSV Elmshorn)                                                 | 20:55,0 min           |
| Waldlauf, Mannschaftswertung                | Hamburger SVWilhelm-Rüdiger Böhme Karl-Heinz Paetow Hans-Jürgen Profé  | 13 P (Plätze 5/7/16) | TSV 1860 MünchenHans Widl Rudolf Matt Walter Müller                         | 17 P (Plätze 6/10/17) | SV St. Georg 1895 HamburgKlaus Rißmann U. Lawrenz Joachim Sitzmann               | 35 P (Plätze 9/25/27) |

## Medaillengewinnerinnen Frauen
| Disziplin                     | Gold                                                                         | Leistung              | Silber                                                                | Leistung              | Bronze                                                                         | Leistung              |
| ----------------------------- | ---------------------------------------------------------------------------- | --------------------- | --------------------------------------------------------------------- | --------------------- | ------------------------------------------------------------------------------ | --------------------- |
| 100 m                         | Anni Biechl (Post-SV München)                                                | 11,6 s00              | Brunhilde Hendrix (1. FC Nürnberg)                                    | 11,7 s00              | Martha Langbein (USC Heidelberg)                                               | 11,8 s00              |
| 200 m                         | Brunhilde Hendrix (1. FC Nürnberg)                                           | 24,5 s00              | Jutta Heine (DHC Hannover)                                            | 24,6 s00              | Karin Frisch (Stuttgarter Kickers)                                             | 24,7 s00              |
| 400 m                         | Maria Jeibmann geb. Arenz (Wuppertaler SV)                                   | 56,2 s00              | Reinhilde Knapp (FC Schalke 04)                                       | 56,6 s00              | Charlotte Schmidt (FSV Frankfurt)                                              | 57,2 s00              |
| 800 m                         | Veronika Kummerfeldt geb. Mitgude (TuS Empelde)                              | 2:07,9 min            | Antje Gleichfeld geb. Braasch (TuS Alstertal Hamburg)                 | 2:08,5 min            | Doris Goldhausen (OSV Hörde)                                                   | 2:10,8 min            |
| 80 m Hürden                   | Zenta Kopp geb. Gastl (TSV 1860 München)                                     | 10,6 s00              | Edeltraud Keller (TG Trossingen)                                      | 10,9 s00              | Jutta Heine (DHC Hannover)                                                     | 11,0 s00              |
| 4 × 100 m Staffel             | USC HeidelbergIngrid Bergmann Martha Langbein Renate Bronnsack Waltraud Groß | 47,3 s00              | OSV HördeMichel Marianne Niederquell Christel Ellekotten Bärbel Tölle | 47,4 s00              | Hannover 96Renate Bicker Renate Marsch Erika Fisch Steffi Huber geb. Pachnicke | 47,6 s00              |
| Hochsprung                    | Marlene Schmitz-Portz geb. Mathei (ASV Köln)                                 | 1,67 m                | Rita Kortum (VfL Wolfsburg)                                           | 1,64 m                | Christa Büchner (TSV Bayer 04 Leverkusen)                                      | 1,61 m                |
| Weitsprung                    | Zenta Kopp geb. Gastl (TSV 1860 München)                                     | 6,20 m                | Helga Hoffmann (ATSV Saarbrücken)                                     | 6,07 m                | Liesel Jakobi (ATSV Saarbrücken)                                               | 5,98 m                |
| Kugelstoßen                   | Sigrun Grabert (SV 03 Tübingen)                                              | 15,03 m               | Marianne Werner geb. Schulze-Entrup (SC Greven 09)                    | 13,96 m               | Inge Gauß (TV 1879 Eutingen)                                                   | 13,88 m               |
| Diskuswurf                    | Kriemhild Hausmann (Preussen Krefeld)                                        | 52,23 m               | Hanna Bienert (Post-SV Hannover)                                      | 48,54 m               | Gudrun Kapolke (Hamburger SV)                                                  | 47,33 m               |
| Speerwurf                     | Erika Strößenreuther (TSV 1860 München)                                      | 49,35 m               | Anneliese Gerhards geb. Jansen (TV Lobberich)                         | 48,14 m               | Almut Brömmel (TSV 1860 München)                                               | 47,96 m               |
| Fünfkampf, 1955er W.          | Jutta Heine (DHC Hannover)                                                   | 4569 P                | Helga Hoffmann (ATSV Saarbrücken)                                     | 4435 P                | Erika Fisch (Hannover 96)                                                      | 4301 P                |
| Fünfkampf, Mannschaftswertung | Hamburger SVHilke Thymm Leonore Koch geb. Tauer Regina Bock                  | 12.272 P              | TSV 1860 MünchenErika Strößenreuther Heidi Maasberg Annemarie Heim    | 11.917 P              | Hannover 96Erika Fisch Renate Bicker Steffi Huber geb. Pachnicke               | 11.425 P              |
| Waldlauf – 1435 m             | Josefine Bongartz (OSC Waldniel)                                             | 4:22,4 min            | Veronika Kummerfeldt geb. Mitgude (TuS Empelde)                       | 4:25,8 min            | Edith Schiller (ASV Köln)                                                      | 4:27,4 min            |
| Waldlauf, Mannschaftswertung  | OSC WaldnielJosefine Bongartz Maria Inderfurth Anni Erdkamp                  | 25 P (Plätze 1/13/23) | ASV KölnEdith Schiller Christa Luczak Mecking                         | 26 P (Plätze 3/11/27) | TuS EmpeldeVeronika Kummerfeldt geb. Mitgude Degens Hoffmann                   | 28 P (Plätze 2/12/26) |